# Gifty Twum Ampofo
Pour les articles homonymes, voir Twum.
Gifty Twum Ampofo (née le 11 juin 1967) est une femme politique ghanéenne siégeant au Parlement du Ghana. Elle est membre du nouveau parti patriotique. Elle est actuellement membre du Parlement de la circonscription d'Abuakwa North dans la région orientale du Ghana. Gifty Twum Ampofo est la vice-ministre chargée de l'Égalité femmes-hommes, de l'Enfance et de la Protection sociale.

## Origine
Gifty Twum Ampofo est née le 11 juin 1967 à Kukurantumi (en), dans la région orientale du Ghana.

## Etudes
Elle est diplômée de l'Université de Cape Coast avec un BSc. en biologie en 1997. Elle a également fréquenté l'Université du Ghana pour son diplôme de BSC (HONS), et a obtenu son MBA en gestion stratégique.

## Carrière
Avant de devenir membre du Parlement, Gifty Twum-Ampofo était professeure de sciences à l'école internationale Akosombo.

## Politique
En 2015, elle candidate et remporte le siège au parlement pour le Nouveau Parti Patriotique dans la circonscription d'Abuakwa North (région orientale du Ghana). Elle remporte ce siège parlementaire lors des élections générales de 2016 face à Victor Emmanuel Smith du Congrès national démocratique et Patrick Adjei Danquah, candidat indépendant. Gifty Twum Ampofo remporte les élections en obtenant 17 838 voix sur les 30 281, soit 59,23% du total des suffrages valides. Elle est vice-ministre chargée de l'Égalité femmes-hommes, de l'Enfance et de la Protection sociale,,,,.